# Feltiella venatoria
Feltiella venatoria är en tvåvingeart som beskrevs av Ephraim Porter Felt 1917. Feltiella venatoria ingår i släktet Feltiella och familjen gallmyggor.
Artens utbredningsområde är Illinois. Inga underarter finns listade i Catalogue of Life.